# Glomeromycota
Glomeromycota (frequentemente referida por glomeromicetes) é uma divisão pertencente ao clado Mucoromyceta do reino Fungi, maioritariamente constituída por fungos simbióticos formadores de micorrizas arbusculares (AMs) em talos de briófitos e raízes de plantas vasculares terrestres. Na sua presente circunscrição taxonómica, a divisão agrupa cerca de 230 espécies validamente descritas, repartidas por uma subdivisão (Glomeromycotina), 3 classes (Glomeromycetes, Paraglomeromycetes e Archaeosporomycetes) e 5 ordens.

## Descrição
Os membros deste agrupamento taxonómico são organismos simbióticos que formam micorrizas arbusculares (AMs) com talos de briófitos e raízes de plantas terrestres vasculares. Contudo, apesar de formarem associações simbióticas obrigatórias com raízes da maioria das famílias de plantas, nem todas as espécies demonstraram formar AMs, e uma delas, Geosiphon pyriformis (Geosiphonaceae), é conhecida por formar uma associação endocitobiótica com cianobactérias do género Nostoc.
A maioria das evidências mostra que os Glomeromycota são dependentes de plantas terrestres (ou de cianobactérias do género Nostoc no caso de Geosiphon) para obterem o carbono e energia, mas há observações circunstanciais recentes que levam a crer que algumas espécies podem ser capazes de vida independente. As espécies formadoras de micorrizas arbusculares são terrestres e amplamente distribuídas em solos de todo o mundo, onde formam simbioses com as raízes da maioria das espécies de plantas (>80%). Podem também ser encontrados em zonas húmidas, incluindo sapais, e associados a plantas epífitas.
Todos os representantes dessa divisão se reproduzem assexuadamente, formando glomerósporos como estruturas reprodutivas. Os Glomeromycota apresentam geralmente micélios cenocíticos (ocasionalmente esparsamente septados) e reproduzem-se assexuadamente através do desenvolvimento blástico da ponta da hifa para produzir esporos (os glomerósporos) com diâmetros de 80–500 μm. Em alguns, esporos complexos formam-se dentro de um sáculo terminal. Recentemente foi demonstrado que as espécies do género Glomus contêm 51 genes que codificam todas as ferramentas necessárias para a meiose. Com base nessas descobertas e outras relacionadas, foi sugerido que as espécies de Glomus podem ter um ciclo sexual críptico.

### Colonização
Nova colonização de fungos formadores de micorrizas arbusculares depende em grande parte da quantidade de inóculo presente no solo. Embora hifas preexistentes e fragmentos de raízes infectadas tenham demonstrado colonizar com sucesso as raízes de um hospedeiro, os esporos germinativos são considerados os principais atores no estabelecimento de novos hospedeiros. Os esporos são em geral dispersos por parceiros herbívoros escavadores de fungos e plantas, mas também são conhecidas algumas capacidades de dispersão pelo ar.
Estudos mostraram que a germinação de esporos é específica para condições ambientais particulares, como quantidade certa de nutrientes, temperatura ou disponibilidade de hospedeiros. Também foi observado que a taxa de colonização do sistema radicular está diretamente correlacionada com a densidade de esporos no solo. Além disso, novos dados também sugerem que as plantas hospedeiras de fungos formadores de micorrizas arbusculares também secretam fatores químicos que atraem e aumentam o crescimento das hifas de esporos em desenvolvimento em direção ao seu sistema radicular.
Os componentes necessários para a colonização por Glomeromycota incluem o fino sistema radicular do hospedeiro, o desenvolvimento adequado de estruturas arbusculares intracelulares e um  micélio fúngico externo bem estabelecido. A colonização é realizada pelas interações entre as hifas dos esporos em germinação e os pelos radiculares do hospedeiro ou pelo desenvolvimento de apressórios entre as células das raízes epidérmicas. O processo é regulado por sinalização química especializada e por mudanças na expressão génica tanto do hospedeiro quanto do fungo. As hifas intracelulares estendem-se até às células corticais da raiz e penetram nas paredes celulares, mas não na membrana celular interna, criando uma invaginação interior.
As hifas penetrantes desenvolvem uma estrutura altamente ramificada, a chamada micorriza arbuscular, que têm baixos períodos funcionais antes da degradação e absorção pelas células da raiz do hospedeiro. Uma estrutura micorrízica arbuscular totalmente desenvolvida facilita o movimento bidirecional de nutrientes entre o hospedeiro e o parceiro fúngico mutualista. A associação simbiótica permite que a planta hospedeira responda melhor às pressões ambientais, ao mesmotempo que os fungos não fotossintéticos obtêm carboidratos produzidos pela fotossíntese.

## Taxonomia e filogenia
De acordo com análises filogenéticas multigénicas, este táxon está localizado como um membro do filo Mucoromycota. Atualmente, o nome do filo Glomeromycota pode ser inválido, e o subfilo Glomeromycotina ou a classe Glomeromycetes é preferível para descrever este táxon.

### Filogenia
Os estudos iniciais da filogenia da divisão Glomeromycota foram baseados na morfologia de esporocarpos (aglomerados de esporos) encontrados no solo ou perto de raízes de plantas colonizadas. Características distintivas, como morfologias de parede, tamanho, forma, cor, ligação  hifal e reação a compostos de coloração permitiram que fosse construída uma filogenia. Contudo, a utilização de critérios morfológicos levou a que semelhanças superficiais conduzissem à colocação inicial do género Glomus na família não relacionada Endogonaceae.
Após revisões mais amplas que esclareceram a confusão causada pela morfologia dos esporocarpos, os Glomeromycota foram propostos pela primeira vez nos géneros Acaulospora e Gigaspora antes de receber sua própria ordem com as três famílias Glomaceae (agora Glomeraceae), Acaulosporaceae e Gigasporaceae.
Com o advento das técnicas da filogenia molecular novos horizontes se abriram na taxonomia destes organismos. Contudo, a caracterização bioquímica e genética dos Glomeromycota tem sido prejudicada pela sua natureza biotrófica, a qual impede a cultura em laboratório. Esse obstáculo acabou sendo superado com o uso de culturas de raízes e, mais recentemente, foi desenvolvido um método para contornar esse desafio que aplica o sequenciamento do núcleo único dos esporos.
O primeiro gene micorrízico a ser sequenciado foi a pequena subunidade do RNA ribossomal (SSU rRNA). Este gene é altamente conservado e comumente usado em estudos filogenéticos e por isso foi isolado de esporos de cada grupo taxonómico antes da amplificação através da reação em cadeia da polimerase (PCR).
Uma pesquisa metatranscriptómica do Sevilleta Arid Lands descobriu que 5,4% das leituras de rRNA de fungos eram mapeadas como pertencendo a Glomeromycota. Este resultado foi considerado inconsistente com estudos anteriores baseados em PCR da estrutura da comunidade na região, sugerindo que estudos anteriores baseados em PCR podem ter subestimado a abundância de Glomeromycota devido a vieses de amplificação.
Em consequência, a classificação passou por uma grande revisão. Uma análise de sequências da pequena subunidade (SSU) rRNA indicou que estes organismos compartilham um ancestral comum com os Dikarya. Hoje em dia acredita-se que Glomeromycota se divide em quatro ordens:
|  | \| \| Diversisporales \| \| \| \| \| \| Glomerales \| \| \| \| |
|  |                                                                |
|  | Archaeosporales                                                |
|  |                                                                |
|  | Diversisporales                                                |
|  |                                                                |
|  | Glomerales                                                     |
|  |                                                                |

|  | Diversisporales |
|  |                 |
|  | Glomerales      |
|  |                 |

|  | \| \| Diversisporales \| \| \| \| \| \| Glomerales \| \| \| \| |
|  |                                                                |
|  | Archaeosporales                                                |
|  |                                                                |
|  | Diversisporales                                                |
|  |                                                                |
|  | Glomerales                                                     |
|  |                                                                |

|  | Diversisporales |
|  |                 |
|  | Glomerales      |
|  |                 |

Várias espécies que produzem esporos glomoides (ou seja, esporos semelhantes aos do género Glomus) na realidade pertencem a outras linhagens profundamente divergentes e foram colocadas nas ordens Paraglomerales e Archaeosporales. Esta nova classificação inclui Geosiphonaceae, que atualmente contém um fungo (Geosiphon pyriformis) que forma associações endossimbióticas com a cianobactéria Nostoc punctiforme e produz esporos típicos desta divisão, nos Archaeosporales.
O trabalho neste campo está incompleto e os membros do Glomus podem ser mais adequados para diferentes géneros ou famílias. Fósseis Glomeromycota são conhecidos há 2200 milhões de anos como Diskagma, e também por  Horodyskia no Mesoproterozóico.

### Taxonomia
O filo Glomeromycota é constituido por quatro ordens: Diversisporales (Acaulosporaceae, Diversisporaceae, Entrophosporaceae, Pacisporaceae, Gigasporaceae, Scutellosporaceae, Racocetraceae, Dentiscutataceae), Archaeosporales (Archaeosporaceae, Geosiphonaceae e Ambisporaceae), Paraglomerales (Paraglomeraceae) e Glomerales (Glomeraceae).
Géneros pertencentes ao filo Glomeromycota:
- Acaulospora, Archaeospora, Ambispora, Cetraspora, Dentiscutata, Diversispora, Entrophospora, Fuscutata, Glomus, Gigaspora, Intraspora, Kuklospora, Otospora, Paraglomus, Pacispora, Quatunica, Racocetra, Geosiphon e Scutellospora.

## Galeria

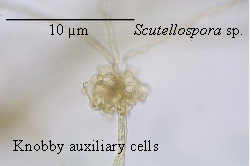
Células auxiliares.
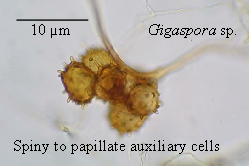
Células auxiliares de Gigaspora.
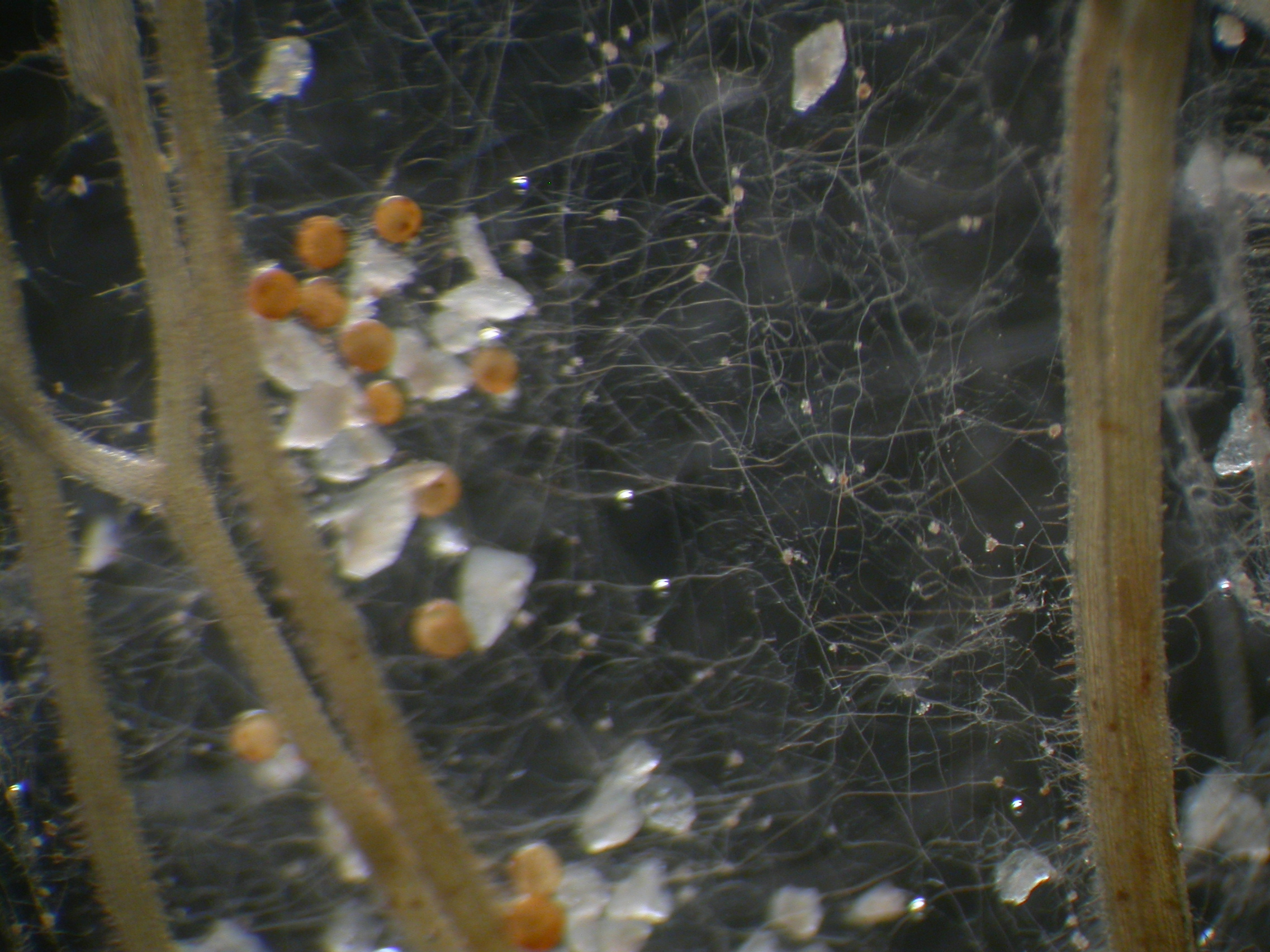
Gigaspora margarita.